# Norrmjöle

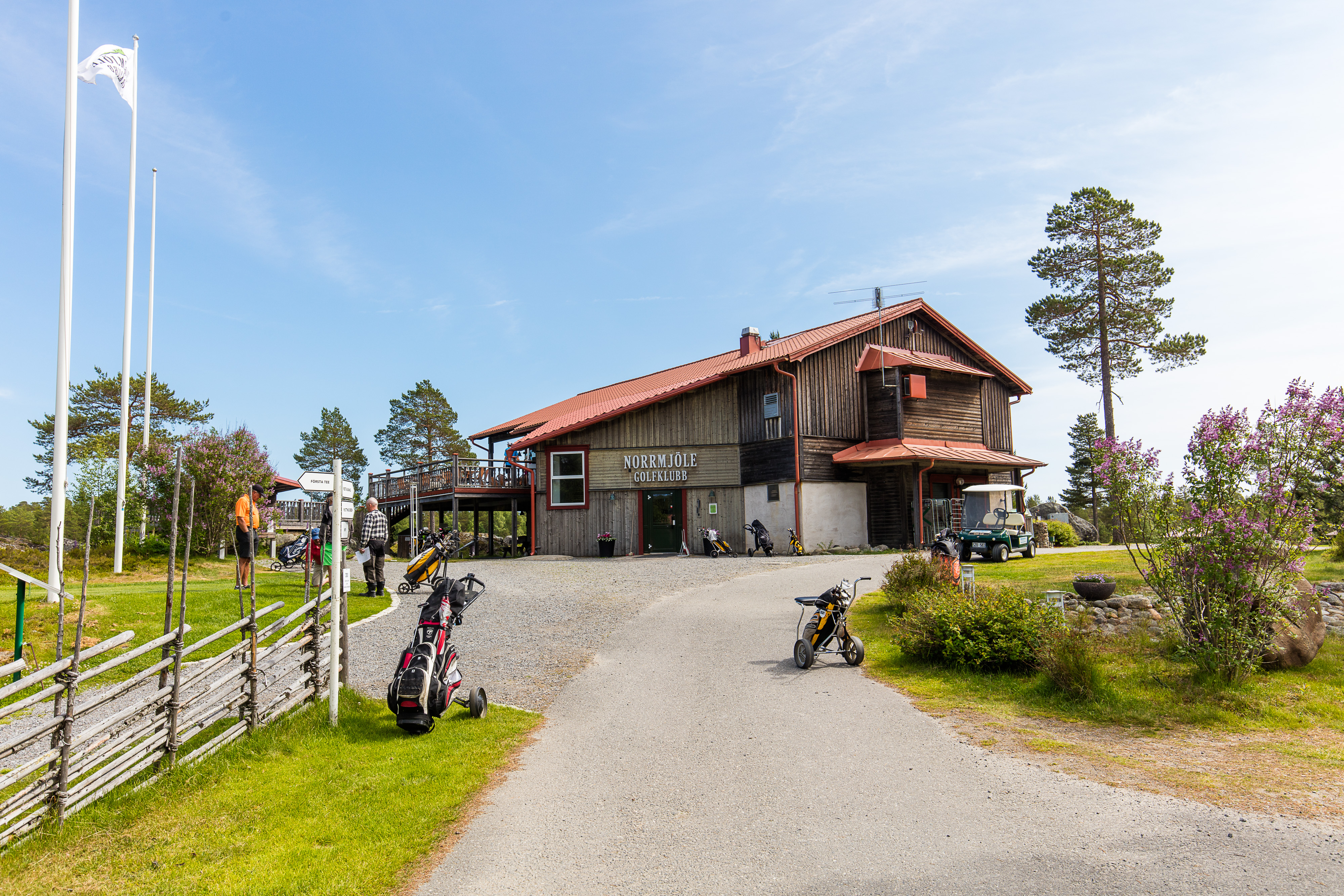
Norrmjöle golfs klubbhus.

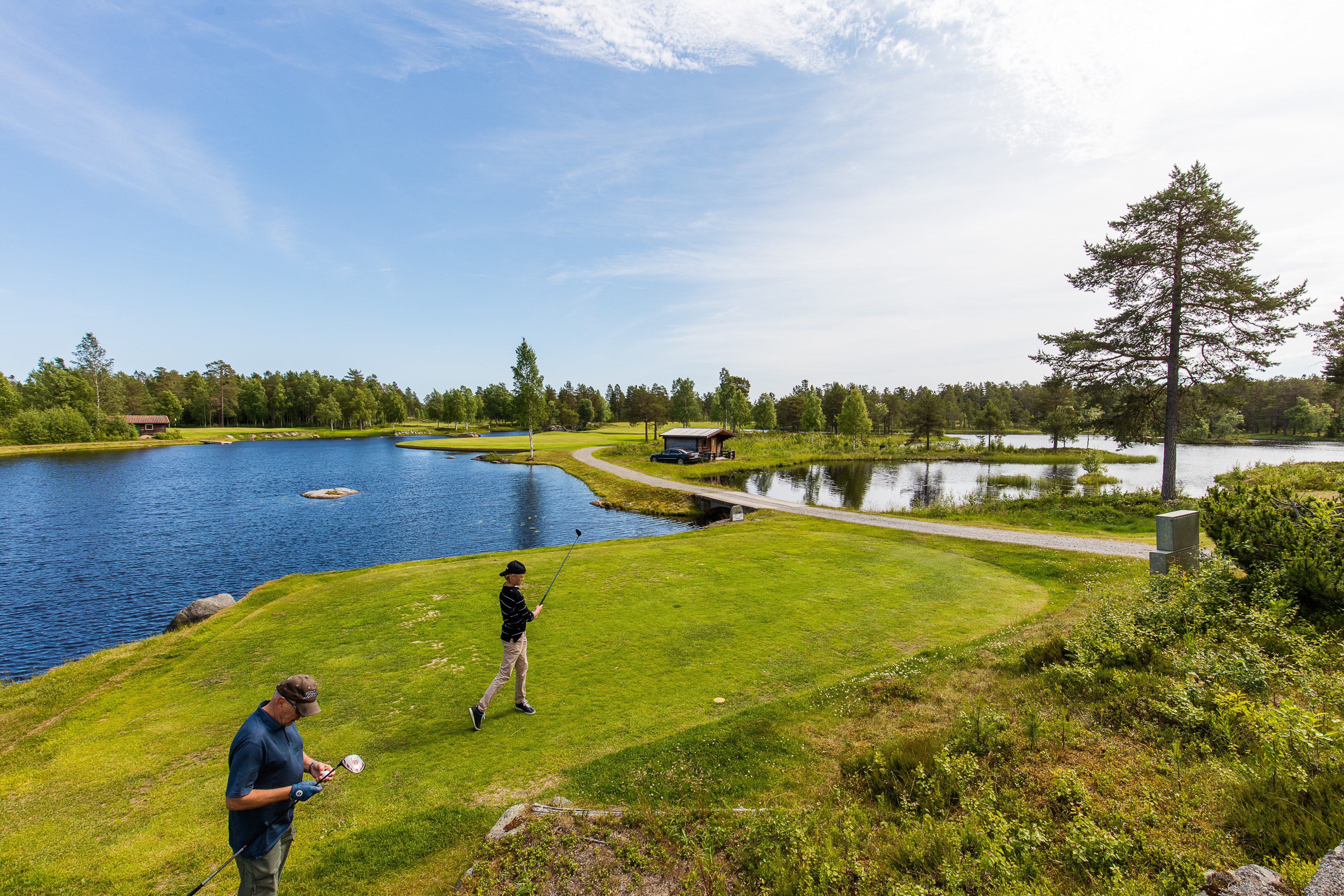
Norrmjöle golf, 29 km söder om Umeå tagen 2015

Norrmjöle är en tätort (före 2015 småort) i Hörnefors socken i Umeå kommun belägen 22 km söderut ifrån centrala Umeå, vid Norrmjöleån. 
Orten har många havsbad bland annat Bettnessand havsbad och Norrmjöle havsbad. Det finns även golfbana, tennisbana, camping och restaurang. Under sommarmånaderna kommer många sommarstugeägare och turister till orten.

## Historia
Inom Norrmjöles marker finns gravrösen från mitten av järnåldern som är daterade till ca 100 f.Kr. som visar att redan då levde folk i området. De ligger ett stycke in från kusten utan anknytning till nuvarande bebyggelse på grund av landhöjningen.

### Byn
De allra första uppgifterna om Norrmjöle kommer från 1543. I samband med att Gustav Vasa satte nya gränser och gjorde en förteckning på alla jordägande bönder i Västerbotten. Enligt dessa förteckningar fanns då fyra st bönder. År 1696 fanns det sex gårdar i byn.
Sin första byaordning fick byn 1751. Det innebar att åldermän tillsattes efter landshövdingens order, efter byns egna förslag samt att byareglerna inte längre fick bestämmas av byn själv utan att de skulle godkännas av rätten inne i Umeå.
På en karta från 1798 kan man se att Norrmjöle nu har två broar som än idag finns kvar på samma ställen.
Under 1800-talet utvecklas byn snabbt och redan 1883 har byn 16 gårdar och två soldater. Bykärnan låg vid den här tiden öster om ån och söder om kustlandsvägen. 

### Fiske
Jorden som bönderna har var mycket mager och sandrik. På grund av detta tilldelades på 1600-talet folket skattevatten där de hade rätt att använda ryssjor. Detta hjälpte bönderna att överleva i Norrmjöle. Det man huvudsakligen fiskade var strömming men även lax, sik och abborre. Hela sommaren gick åt till att fiska och gilla strömming som sedan saltades in och höll hela vintern.
För att försvara fisket jagade man även säl för de förstörde näten och åt upp fisken.

### Befolkningsutveckling
| Befolkningsutvecklingen i Norrmjöle 2015–2020                                                        | Befolkningsutvecklingen i Norrmjöle 2015–2020 | Befolkningsutvecklingen i Norrmjöle 2015–2020 | Befolkningsutvecklingen i Norrmjöle 2015–2020 | Befolkningsutvecklingen i Norrmjöle 2015–2020 |
| --- | --------------------------------------------- | --------------------------------------------- | --------------------------------------------- | --------------------------------------------- |
| |                                               |                                               |                                               |                                               |
| År                                                                                                   |                                               |                                               | Folkmängd                                     | Areal (ha)                                    |
| 2015                                                                                                 | 2015                                          |                                               | 228                                           | 146                                           |
| 2020                                                                                                 | 2020                                          |                                               | 228                                           | 165                                           |
| Anm.: Ny tätort 2015, den norra delen var tidigare en småort som 2010 hade 110 invånare på 51 hektar |                                               |                                               |                                               |                                               |

## Samhället
Skatens fiskeläge finns kvar i nästan orört skick än idag. Det består dels av timmerbodar från mitten av 1800-talet och dels av brädbodar från 1920- och 1930-talen samt salteriet.